# Sde Nehemia
Sde Nehemia (Hebreeuws: שדה נחמיה) is een door Nederlanders gestichte kibboets in de Hula vallei in Galilea in het noorden van Israël.
Op het terrein van de kibboets komen de rivieren Banias en Hasbani ("de verraderlijke") samen, beiden zijn voorlopers van de Jordaan.
Bij de nederzetting staat sinds 1947 de Huliotfabriek, er worden onder meer kunststof pijpen en buizen gemaakt.